# Korsfästelsen och Yttersta domen
Korsfästelsen och Yttersta domen är en oljemålning av den flamländske konstnären Jan van Eyck. Den målades omkring 1436–1438 och ingår sedan 1933 i samlingarna på Metropolitan Museum of Art i New York. 
Det är en diptyk i originalramar med inskriptioner, bibelord, på latin och holländska. Teknisk analys pekar på att de två målningarna inte alltid varit avsedda som en diptyk, utan ursprungligen möjligen fungerat som sidpaneler till en triptyk eller utgjort dörrarna till ett sakramentshus eller relikvarium.  

## Konstnären
Från 1425 var van Eyck hovmålare hos den burgundiske hertigen Filip den gode. Hans mest kända verk är Gentaltaret som är signerad av honom själv och hans bror Hubert van Eyck. Den här diptyken är varken signerad eller daterad. Det har spekulerats om brodern Hubert även varit delaktig i detta verk, men Metropolitan Museum of Art tillskriver den enbart Jan van Eyck. Även dateringen är omdiskuterad och angiven datering får anses vara osäker. Bröderna van Eyck var pionjärer inom oljemåleriet och deras verk utmärks av starkt lysande färger.   

## Korsfästelsen
Den vänstra panelen visar Jesu korsfästelse på Golgata med Jerusalem i bakgrunden. På varsin sida om Jesus korsfästs två rövare som i det apokryfa Nikodemusevangeliet namnges som Gestas och Dismas. Den förre är den obotfärdige och avbildas till höger vridande i plågor, medan den botfärdige Dismas erkänner Jesus gudomlighet och avbildas harmoniskt stillsamt. Nedanför Jesus sitter den romerska soldaten Longinus på en vit häst, klädd i en grön rock och pälshatt. Med den heliga lansen sticker han Jesus i sidan. I förgrunden avbildas Jungfru Maria i blå kappa som tröstas av aposteln Johannes i rött. Den grönklädda knäböjande Maria från Magdala vänder sig mot Jesus. 

### Luftperspektiv
I fjärran syns snötäckta bergstoppar som varken påminner om Heliga landet eller konstnärens hemtrakter i Flandern. van Eyck användes av Filip den gode för diplomatiska uppdrag till såväl Spanien och Portugal som England och bör ha sett sådana berg på sina resor. Han bemästrade luftperspektivet, det vill säga när djup uppstår genom den gradvisa avmattningen i färgernas intensitet och utjämningen av kontraster mellan ljus och mörker. Även en helt klar dag verkar atmosfären mellan oss och de ting vi betraktar som en disig slöja som nedsätter vår förmåga att klart urskilja konturer och färger. När vi med blicken nalkas gränsen för vårt synfält upplöses de helt och hållet. I bilden ses hur bergen och himmelen smälter samman i olika blå nyanser. van Eyck var den första att systematiskt använda luftperspektivet vilket har större betydelse för förnimmelse av av djup och rymd än linjeperspektivet, vilket registrerar den skenbara förminskningen av föremål allteftersom deras avstånd från betraktaren ökas.  

## Yttersta domen
Den högra panelen visar den yttersta domen, det vill säga den nytestamentliga berättelsen som skildrar avgörandets stund för människans slutliga tillvaro i evigheten. I Matteusevangeliet (kapitel 25) berättas om att Människosonen (Kristus) som domare då skall ”skilja fåren från getterna”. Bredvid den tronande Kristus knäböjer Jungfru Maria till vänster och Johannes Döparen till höger i en så kallad deësis. Nedanför avbildas de tolv lärjungarna sittande och änglar och välsignade människor i himmelriket. I bildens mitt syns ärkeängeln Mikael stående på en skelett, en personifikation för döden. Med sitt svärd bekämpar han djävulens demoner och tvingar ner de fördömda till helvetet. Bland de fördömda finns såväl biskopar som kungar.   

## Proveniens
Inget är känt om tavlans beställare eller äldre proveniens. Med tanke på diptykens små dimensioner har den troligtvis varit avsedd för privat andakt snarare än som altartavla i en kyrka. Den första noteringen är från 1841 då den uppgavs ha sålts av ett kloster utanför Madrid till den ryske ambassadören Dmitrij Tatisjtjev(en). Han testamenterade tavlan 1845 till kejserliga samlingen på Eremitaget där den 1867 restaurerades och överfördes från pannå till duk. Det prekära ekonomiska läget i Sovjetunionen tvingade landet att sälja cirka 250 konstverk från Eremitagets samlingar på 1930-talet, förutom denna diptyk även van Eycks Bebådelsen. Diptyken ingår sedan 1933 i samlingarna på Metropolitan Museum of Art i New York.